# Депортация из западных районов Псковской области
Депорта́ция из за́падных райо́нов Пско́вской о́бласти ― принудительное переселение в мае — июне 1950 года из западных районов Псковской области, переданных в её состав из Латвийской и Эстонской ССР. Депортации подлежали преимущественно русскоязычные хуторяне этих районов — т. н. кулаки и участники группировок «лесных братьев», а также члены их семей. Депортация, таким образом, была направлена на борьбу с антисоветскими группировками и кроме того, проходила в рамках послевоенной политики коллективизации. Одновременно с выселением проводились создание и укрупнение колхозов в западных районах Псковской области, а также ликвидация хуторов. Выселяемых отправили «навечно» на спецпоселение в Красноярский край. Всего было выселено около 1,4 тысячи человек из Качановского, Пыталовского и Печорского районов Псковской области. Депортация не привела к полной ликвидации хуторской системы в западных районах Псковской области. Большинство депортированных было освобождено после смерти Иосифа Сталина в 1953—1957 годах.

## Предпосылки

### Территориальные и этнические
Западные районы современной Псковской области (Псково-Печорский край) в дореволюционный период входили в состав Псковской губернии. В 1920 году РСФСР передала Латвии согласно Рижскому мирному договору часть бывшего Островского уезда Псковской губернии с железнодорожной станцией Пыталово. В составе Латвии эта территория была включена в Лудзенский уезд, а потом частично (вместе с Пыталово, который переименовали в Абрене) в Абренский уезд. Похожей была ситуация с другим западным районом Псковской области — Печорским. Территория этого района оказалась в составе Эстонии согласно Тартускому мирному договору от 2 февраля 1920 года. В Эстонии территория района была включена в уезд Петсери.
В духовном плане Псково-Печорские земли в межвоенный период по-прежнему были единым целым: граница между латвийской и эстонской частями была легко преодолимой. Этнокультурным ориентиром для всей этой территории служил православный Псково-Печорский монастырь. Этот фактор также был важен: на соседних территориях Псковского округа храмы были закрыты.
Связи с приграничными советскими районами были полностью разорваны в середине 1930-х годов. 22 марта 1935 года с советской стороны на границе с Эстонией и Латвией была введена пограничная зона глубиной 100 километров. Вся приграничная полоса с советской стороны была зачищена от ненадежного населения. Всего из-за введения приграничного режима из приграничных районов Псковского округа на Урал, в Казахстан и Сибирь выслали 1308 семей (5,5 тысяч человек).
Этнический состав всех трёх районов был однороден — преобладали русские (их численность возросла в связи с тем, что часть солдат армии Юденича и бежавшей от большевиков псковской интеллигенции поселилась в Печорском районе). Лишь в Печорском районе была заметная община православных эстонцев-сету. Численность сету и эстонцев в Печорском районе на начало 1945 года оценивалась примерно в 6 тыс. человек (в том числе 5,7 тыс. сету). В составе Эстонии сету подверглись принудительной государственной эстонизации: детям сету давали обязательное 6-летнее начальное образование на эстонском литературном языке, язык сету был запрещён в школе (даже во внеучебное время).
Русским жителям Печорского района эстонский закон 1925 года предоставил право получать школьное образование на русском языке. Власти Латвии пошли дальше: русские жители Абренского района были официально объявлены русскоязычными латышами, а сам Абренский район переименовали в Яунтлатгальский (то есть Ново-Латгальский).
В межвоенный период в Печорском уезде русские сохраняли самобытность и имели свои общественные организации. С 1922 года действовало Петсерское (Печорское) русское общество (с 5 отделениями). С 1920 года существовало Изборское культурно-просветительское общество.
Несмотря на политику эстонизации в межвоенный период и эмиграцию численность русского населения в Эстонии (в том числе в Печорском районе) росла. Это было связано с тем, что у русских был намного выше уровень рождаемости, чем у эстонцев. Русские рано обзаводились семьей и старались иметь побольше детей, тогда как эстонцы поздно вступали в брак и придерживались политики малодетности. Численность средней семьи по Эстонии составляла 4 человека, а в Печорском районе — 5,5 человек. Практически не было смешения русских и эстонцев — межнациональные браки составляли в начале 1930-х годов всего 2,6 % от общего числа браков. Эстонизацию объективно ослабляли ограничения на военное строительство в Печорском уезде. Часть уезда с Изборском по Тартускому договору была включена в нейтральную зону, где эстонской стороне запрещалось держать войска (кроме пограничников и сил по охране порядка), строить укрепления, авиабазы и иные военные объекты.
В итоге Печорский уезд был местом компактного проживания русских в Эстонии. По переписи 1934 года в Печорском уезде проживал 39321 русских (42,2 % всех русских Эстонии). В самих Печорах русских было около 40 %, но ряд волостей Печорского уезда был моноэтничным. Наиболее русскими были следующие волости Печорского уезда (в скобках указана доля русских):
- Кулейская (98,4 %);
- Изборская (96,7 %);
- Сенская (96,4 %);
- Лавровская (80,2 %).

Политика эстонских властей в отношении русского (как и в отношении шведского) меньшинства изменилась в 1934 году — после государственного переворота, установившего режим Пятса. В октябре 1934 года закон о принадлежности к нации ввел понятие «эстонской национальности» и отныне эстонцами автоматически считались лишь те, кто сами либо их отцы и деды по отцовской линии были приписаны к общинам (волостям) с эстонским населением. Из числа волостей с эстонским населением были исключены волости с преобладанием шведского населения (Ригульди, Вормси, Рухну и Пакри) а также волости с преобладанием русского населения (Козеская, Нарвская, Скарятинская, Васкнарвская, Казепяская, Причудская, Изборская, Кулейская, Лавровская, Печорская, Ротовская и Сенская). Новая языковая политика (началом которой стал появившийся в октябре 1934 года закон о языке) расширила сферу использования эстонского языка. В 1938 году более 10 тысяч русских не смогли получить эстонское гражданство из-за недостаточного знания эстонского языка. Одновременно шла кампания по эстонизации имен и фамилий. Часть представителей немецкого и русского меньшинств ради карьеры и повышения социального статуса пошла на эстонизацию имен и фамилий.
Конституция Эстонии 1937 года существенно ограничила культурные автономии.
В довоенной Латвии ситуация с русскими была похожа на эстонскую. Попытки ассимиляции русских властями Латвии предпринимались (в рамках «латышизации» (latviskošana)), но более высокий естественный прирост русского населения (по сравнению с латышами) приводил к тому, что доля русских в населении Латвии не уменьшалась в межвоенный период.
В Яунтлатгальском уезде в 1935 году доля русских составляла около 42 %. При этом (как и в Печорском уезде Эстонии) существовали в Яунтлатгальском уезде Латвии волости (пагасты), где более 90 % жителей составляли русские. Такие волости были на территории Пыталовского края.
Городское население в Печорском и в Яунтлатгальском уездах в межвоенный период было незначительным и многонациональным. Среди горожан было много представителей титульных наций — эстонцев и латышей. В Псково-Печорском крае было всего два города — Печоры (Петсери) и Пыталово (Яунтлатгале, с 1938 года Абрене). Оба города были малонаселенными — менее 5 тысяч жителей. Так, в Яунтлатгале (статус города получен в 1933 году) по переписи 1935 года проживали всего 1242 человека. В Петсери в 1922 году проживали 2013 человек, а в 1939 году — 4962 человека (по темпам прироста Петсери занимал второе место в Эстонии после таллинского пригорода Нымме).
Территория трёх западных районов Псковской области вошла в состав СССР в 1940 году вместе с Эстонией и Латвией. Русское население приграничных районов приветствовало советскую власть. 26 июня 1940 года народный комиссар внутренних дел СССР Лаврентий Берия со ссылкой на начальника внутренних дел НКВД СССР докладывал о массовых демонстрациях жителей Абренского уезда у советской границе, произошедших 23 июня 1940 года:

23 июня с. г. в 16 часов 10 минут, против участка 4‑й заставы 8 Гдовского пограничного отряда, к линии советско-эстонской границы от дер. Радовель подошло 50 человек эстонских граждан, в том числе 3 эстонских пограничника, которые стали кричать: «Давайте вашего комиссара. Хотим разговаривать».
К 18 часам эта толпа увеличилась до 1000 человек, прибывших из пограничных деревень Эстонии: Кондуши, Большая и Малая Мокредь, Заборонье, Скорятина и гора и др. с красными флагами, портретами товарищей Сталина и Молотова и лозунгами: «Привет Советскому Союзу от рабочих и крестьян», «Примите нас к себе, быстрее открывайте границу», «Да здравствует мирная политика Советского Союза», «Да здравствует
Красная Армия», «Пролетарии всех стран, соединяйтесь». Собравшиеся выработали резолюцию с просьбой о присоединении к СССР населенных пунктов Эстонии: Сыренец, Кондуши, Вадовель, Омут, Скорятина гора…
На предложение границу не нарушать, демонстранты отошли, построились в колонну и в 18 часов 50 минут организованным порядком с советскими песнями ушли в направлении дер. Радовель-Кондуши.

Этого же числа в 18 часов на советско-латвийской границе против участка 13 заставы, 10 Островского пограничного отряда, в латвийской деревне Боронусы, находящейся у самой линии государственной границы, местные жители в количестве до 200 человек с красными бантами на груди, с красными флагами и лозунгами: «Пролетарии всех стран, соединяйтесь», «Долой Улманиса», «Да здравствует временное правительство», «Да здравствует товарищ Сталин», «Да здравствует Красная Армия» — проводили митинг.
В сводке, полученной НКВД СССР 9 июля 1940 года значилось:

В эстонской армии продолжается усиление антагонизма между реакционными и левыми элементами, который за последнее время начал принимать резкие формы, вплоть до драк с кровопролитием.
Офицерами среди солдат разжигается национальная рознь между эстонцами и русскими. Реакционное офицерство запрещает солдатам слушать радио, читать левые газеты, уменьшает количество отпусков в город. Во вчерашней демонстрации участвовали части эстонской армии, которые вышли на демонстрацию с требованием демократизации армии, образования солдатских комитетов и пр.

Отмечены единичные случаи попыток совершения диверсий по отношению к частям Красной армии. В одной из частей эстонской армии, расположенной на границе Советского Союза в Печорском уезде, в которой много солдат русской национальности, произошло несколько случаев отказа от выполнения приказаний эстонских командиров, в результате чего часть солдат разоружена и взята под охрану эстонцев
В 1940 году также отмечались случаи ирридентизма в русских районах Эстонии — требования местных жителей присоединить их не к СССР, а непосредственно к РСФСР. Таллинская резидентура НКВД СССР сообщала Павлу Фитину о ситуации на 9 июля 1940 года:

Подготовка к выборам в парламент проходят успешно. Во
всех городах Эстонии, а также в деревнях, за последние два дня проводились митинги, которые проходили с большим подъёмом.

На митингах принимались резолюции за присоединение к платформе «Союза трудового народа». Митинги в русских районах в большинстве резолюций вносили пункт о немедленном присоединении русских районов к Советскому Союзу, но присоединение не в составе Эстонии, а непосредственно к РСФСР.
В 1940—1941 годах на территории Псково-Печорского края развернулось вооружённое антисоветское движение, которое характеризовалось в советских документах как бандитское. Движению благоприятствовал тот факт, что власти довоенных Эстонии и Латвии создали на местах военизированные отряды. В Латвии это были «Айзсарги».
Так, в 1940—1941 годах на территории Пыталовского района советским органам пришлось воевать с «организованными контрреволюционно-повстанческими террористическими группами». Там действовали группы по 5 — 10 человек, которые объявили себя «айзсаргами» и использовали для борьбы с советскими частями охотничье оружие, а также оружие, сохранившееся от Гражданской войны. Нападения «айзсаргов» на советских активистов продолжались до прихода немецких войск в июле 1941 года. В Печорах в начале войны также действовал крупный антисоветский вооруженный отряд. В июле 1941 года на территории Эстонии были созданы отряды самообороны — «Омакайтсе». Именно её члены уничтожили советских активистов в июле 1941 года в Петсеримаа и захватили этот уезд за несколько дней до прихода немцев.
Вместе с тем значительная часть населения Абренского уезда на рубеже 1940—1941 годов поддерживала советскую власть. В Абренском уезде в Латвийскую рабочую гвардию подали заявления на вступления около 5 тысяч добровольцев, из которых отобрали 1190 человек (из общей численности гвардии в 9,5 — 10 тысяч человек). Батальон Латвийской рабочей гвардии Абренского уезда был самым многочисленным и (в отличие от батальонов других местностей Латвии) состоял в основном из крестьян.
В период немецкой оккупации была восстановлена граница между Эстонией и оккупированными областями СССР, существовавшая на 1939 год. Её охрану несли части «Омакайтсе». Они задерживали тех, кто пытался перейти границу (спекулянтов, голодающих, бежавших советских военнопленных и других) и передавали полиции. Части «Омакайтсе» подчинялись немецкому военному командованию. Численность жителей Петсеримаа, вступивших в «Омакайтсе», была небольшой — меньше, чем в уездах с эстонским населением. Главное командование «Омакайтсе» в справке, составленной не позднее 1943 года, отмечало:

Членами «Омакайтсе» состоят из общего числа мужчин Эстонии около 9 %. Этот процент стоит выше всего в районе полка Виру — 16,7 %, далее следует Ярвамаа — 13,4 % и Вильяндимаа — 13,1 %. В городах этот процент заметно ниже: от 1,4 до 9 %. Наименьший процент из общего числа мужчин состоит в «Омакайтсе» в Таллине — 1,4 %, где к формированию территориальных подразделений приступили лишь с марта месяца 1942 г. Дальше следует Петсеримаа с 2,6 %, где большинство народонаселения составляют русские, почему там число верных людей более ограничено.
Псково-Печорский край пострадал от оккупации. Согласно документу Псковской областной комиссии, в период оккупации на территории будущего Качановского района расстреляли 49 человек, на территории будущего Печорского района расстреляли 153 человека и 1077 человек были подвергнуты «насилиям и побоям». В справке Псковского обкома ВКП(б) от 31 марта 1945 года указывалось, что при отступлении оккупанты сожгли в трех районах 1778 крестьянских домов.
Согласно акту комиссии при ЧГК от 13 августа 1944 года на момент вступления Красной армии (11 августа 1944 года) в Печорах «совершенно не было населения» — все оно было принудительно вывезено немцами.
Абренский уезд был одним из центров слабого латвийского партизанского движения. В 1942 году на территорию Латвии пробрался партизанский отряд в количестве 20 человек во главе с В. Эзерниеком и А. Рашкевицем, который стал действовать в лесах Валкского и Абренского уездов. Осенью 1942 года через линию фронта перешла партизанская группа из десяти человек и действовала в Абренском уезде, где под руководством Д. Каупужа, П. Дергача и Ф. Ларионова создали подполье и партизанский отряд «Лиесма» («Пламя»), который провел ряд удачных диверсий на участке железной дороги Даугавпилс — Псков.
В 1944 году Псково-Печорский край был освобождён советскими войсками. 16 января 1945 года восточная часть территории Яунтлагальского уезда (вместе с Абрене) была передана в состав недавно созданной Псковской области РСФСР. Абрене было возвращено название Пыталово. Переданная территория в составе Псковской области была разделена на два района — Пыталовский и Качановский. В 1945 году 79,1 % территории эстонского уезда Петсери с городами Печоры и Новый Изборск были переданы в состав Псковской области РСФСР, где из неё был образован Печорский район.
Согласно справке от 2 октября 1945 года, подготовленной работниками Псковского областного комитета ВКП(б), численность населения трёх западных районов была следующей:
- Печорский район — 31958 человек на 1 января 1945 года и 40623 человека на 1 сентября 1945 года;
- Качановский район — 13713 человек на 1 января 1945 года и 15316 человек на 1 сентября 1945 года;
- Пыталовский район — 23549 человек на 1 января 1945 года и 23523 человека на 1 сентября 1945 года.

Таким образом, на 1 сентября 1945 года население трёх районов составляло 79462 человека, причём в бывших эстонских территориях оно увеличивалось в 1945 году.

### Экономические
Двадцатилетнее пребывание западных районов в составе капиталистических Эстонии и Латвии привело к тому, что они стали существенно отличаться от остальной территории бывшей Псковской губернии, где существовала советская власть.
Главным отличием стало экономическое. На рубеже XIX—XX веков экономика Псково-Печорского края почти не отличалась от экономики таких же волостей Псковского и Островского районов. В начале 1920-х годов власти Эстонии и Латвии провели аграрные реформы (в Латвии ещё одна аграрная реформа была также в середине 1930-х годов). В ходе этих реформ была разрушена традиционная деревенская модель расселения. Вместо неё была введена хуторская модель по образцу Эстонии, западных и центральных районов Латвии. В итоге хозяйства Псково-Печорского края отличались от хозяйств остальных территорий Эстонии и Латвии только более низким уровнем зажиточности. Это было связано с тем, что земли Печорского уезда были менее плодородны, чем в центральной Эстонии. Земли сельскохозяйственного назначения (пашня, покосы и выгоны) в Печорском уезде составляли 72,8 % (в целом по Эстонии 85,7 %). Хутора в Печорском уезде по эстонским меркам были небольшими — 69 % имели от 1 до 10 гектар земли (в среднем по Эстонии таких хуторов было 34 %). По эстонским меркам были бедны хутора скотом. В среднем на 1 двор в Печорском уезде приходилось 0,7 лошади, а в среднем по Эстонии этот показатель составлял 1,5 лошади на двор.
Одновременно на советской части бывшей Псковской губернии в ходе коллективизации деревенская модель стала абсолютно доминирующей.
Советская власть в 1930-е годы вела ожесточённую и упорную борьбу с хуторами, принудительно сселяя их жителей в колхозные деревни и посёлки. В 1924 году Наркомзем РСФСР дал указание о прекращении выделения земли под хутора. 22 сентября 1935 года бюро Псковского окружкома ВКП (б) предложило разработать комплекс мероприятий по сселению хуторов в колхозные селения. С 1937 года по районам Псковского округа были разосланы планы сселения хуторов, причём переселенцам предусматривалось выделение на обустройство в колхозных селениях строительным материалов (в количестве явно недостаточном). Большинство хуторян не захотело переселяться. Тогда власти приняли административные меры. 27 мая 1939 года было принято Постановление ЦК ВКП(б) и СНК СССР «О мерах охраны общественных земель колхозов от разбазаривания», которое предложило «ликвидировать расположенные в общественных полях колхозов хуторские приусадебные участки колхозников… и сселить этих колхозников к одному месту, наделив их приусадебными участками в местах сселения по уставным нормам». После этого процесс пошел активно — только в 1939 году в Псковском округе разобрали 9356 хуторов. В итоге большинство хуторов было разобрано.
Краткосрочный период советизации 1940—1941 годов не привел к введению в Псково-Печорском крае (как и в Прибалтике) советского колхозного строя. Советские власти отменили выкупные платежи по земельным реформам периода независимости, списали все недоимки с малоземельных хозяйств (за 1940 год и предыдущие годы), а также увеличили налоги на крупные (более 30 гектар) хозяйства. Весной 1941 года во всей Прибалтике были установлены обязательные поставки сельскохозяйственной продукции, которые крестьяне должны были нести в пользу советского государства. За неисполнение обязательств крестьянам грозил штраф, а в отдельных случаях — уголовная ответственность. Исполнить эти поставки в 1941 году не успели из-за начавшейся войны.
К концу 1940-х годов в западных районах преобладали крепкие середняцкие хуторские хозяйства.
В справке Псковского обкома ВКП(б) от 31 марта 1945 года все хозяйства трех районов были разделены (по обеспеченности землей) на 8 групп:
- До 1 гектара — 242 хозяйства;
- 1 — 5 гектар — 4696 хозяйств;
- 5 — 10 гектар — 7262 хозяйства;
- 10 — 15 гектар — 3211 хозяйств;
- 15 — 20 гектар — 1020 хозяйств;
- 20 — 25 гектар — 518 хозяйств;
- 25 — 30 гектар — 431 хозяйство;
- Свыше 30 гектар — 208 хозяйств.

Средняя норма на 1 хозяйство составляла 11,5 гектар (в том числе 5,6 гектар пашни). Всего же у 17588 крестьянских единоличных хозяйств трех районов было 203892 гектара земли (в том числе 99066 гектар пашни). В трех районах насчитывалось 6800 безлошадных хозяйств (они занимали 16000 гектар).
Численность этих единоличных хозяйств в течение 1945 года во всех трёх западных районах Псковской области быстро возросла за счёт возвращения населения, ушедшего с немцами. На 1 января 1945 года в трёх районах было 16541 единоличное хозяйство, а на 1 сентября 1945 года уже 18613 единоличных хозяйств. На 1 ноября 1948 года во всех трёх западных районах насчитывалось 17161 хуторское хозяйство. Для сравнения — на всей остальной территории Псковской области к апрелю 1950 года числилось лишь 1755 хуторов и мелкодворных деревень.
Доходность единоличных хозяйств в западных районах Псковской области была более чем в три раза выше, чем в «старых» районах Псковской области. В 1950 году средний доход на одно единоличное хозяйство в западных районах был 7730 рублей, а в «старых» районах только 2503 рубля. При этом налогов хозяйства в новых районах платили тоже больше. В 1950 году средняя сумма сельскохозяйственного налога в новых районах составляла 3018 рублей, а в старых районах — 565 рублей. Таким образом средняя сумма сельскохозяйственного налога с единоличного хозяйства западного района в шесть раз превышала среднюю сумму сельскохозяйственного налога с хозяйства «старого» района. О более высоком уровне жизни в западных районах стало известно в соседних местностях Псковской области. Колхозники из «старых» районов Псковской области нанимались к хуторянам западных районов в качестве батраков. В справке от 2 октября 1945 года работники Псковского областного комитета ВКП(б) характеризовали эту ситуацию следующим образом:

Имеют место и такие факты, когда крестьяне этих районов пропагандируют антиколхозные настроения среди колхозников граничащих с ними районов. Они убеждают колхозников, что в колхозе жить невыгодно, и вербуют их на работу в качестве наёмных рабочих в свои хозяйства. В период сева и уборочных работ из Палкинского, Псковского, Серёдкинского и др. районов работало немало колхозников по найму в хозяйствах единоличников.
В 1946 году были сняты ограничения на перемещение населения из РСФСР в Эстонскую ССР. После этого в Эстонию хлынул поток людей из Псковской, Новгородской и Ленинградской областей — за сельскохозяйственными продуктами. Псково-Печорский край оказался на пути этой миграции.

## Коллективизация в западных районах Псковской области (до депортации 1950 года)
Советская власть сразу же провела в новых районах земельную реформу, выразившуюся в конфискации излишков земли в крупных хозяйствах и всей земли у «изменников родины». Согласно справке, подготовленной работниками Псковского обкома ВКП(б) от 21 марта 1945 года, во всех тре районах подлежали изъятию и передаче в государственный земельный фонд следующие земли:
- 6408 гектар земли (200 хозяйств), «владельцы которых являются изменниками Родины, бежавшими с немецкими захватчиками»;
- 1825 гектар (203 хозяйства), «владельцы которых насильно угнаны немцами»;
- 250 гектар «бывших церковных и монастырских земель».

В справке от 2 октября 1945 года работники Псковского обкома ВКП(б) сообщали, что в Качановском районе «отрезано» 4951 гектар земли у 318 хозяйств, а ещё у 44 хозяйств «изменников Родины» земля была изъята полностью. Конфискованная земля была передана малоземельным бедняцким единоличным хозяйствам. В Пыталовском районе землю получило 71 безземельное хозяйство и 1133 малоземельных хозяйства. При этом вся переданная земля была к октябрю 1945 года обработана.
Согласно справке от 2 октября 1945 года во всех трех районах был всего один колхоз («Парижская Коммуна» с 45 дворами в Печорском районе). В период сельскохозяйственных работ «Парижская Коммуна» получила от властей существенную помощь:
- Тракторами. Было выделено 3 трактора для вспашки земли;
- Скотом. Было выделено 5 коров, 5 телят, 1 бык и 7 лошадей;
- Рабочей силой (в период уборочной кампании) — прислано из педагогического техникума 80 человек (на 5 дней), из воинской части 60 человек (на 3 дня);
- Семенами.

Однако в справке от 2 октября 1945 года отмечалось, что в колхозе «Парижская Коммуна» возникли «иждивенческие настроения» в связи с оказанной помощью. В результате, снизилась трудовая дисциплина. В 1945 году (по состоянию на 1 октября 1945 года) в «Парижской Коммуне» было выработано 11382 трудодня, тогда как в колхозе «Безьва» (Полновский район, 44 колхозника) за тот же период было выработано 13800 трудодней. Из установленных «Парижской коммуне» на 1945 год по плану 227 гектар было фактически засеяно 206 гектар.
Сплошную коллективизацию в западных районах Псковской области советской власти до начала 1950 года не удалось. Попытка её проведения в 1946—1947 годах провалилась. Тогда советская власть стала стимулировать вступление в колхозы за счет повышенного налогообложения единоличников-хуторян. В первые послевоенные годы налогообложение единоличников в западных районах Псковской области было более льготным, чем единоличников в остальных районах Псковской области. В ходе хлебозаготовительной кампании 1948 года единоличников западных районов Псковской области уравняли с единоличниками остальных районов Псковской области.
Зимой 1949—1950 годов началась сплошная коллективизация. При этом она была одинаковой вне зависимости от того, находилось ли крестьянское хозяйство ранее на территории Эстонии или Латвии. По состоянию на 15 марта 1950 года было коллективизировано:
- Печорский район — 25,4 % крестьянских хозяйств;
- Пыталовский район — 39,2 % крестьянских хозяйств;
- Качановский район — 57,6 % крестьянских хозяйств.

В западные районы Псковской области власти направили в период коллективизации специалистов. Только за период с 5 апреля по 5 мая в Печерский, Качановский и Пыталовский районы были направлены 11 агрономов, 24 землеустроителя, 15 инструкторов-бухгалтеров и 5 специалистов Облсельхозуправления. К концу апреля 1950 года были коллективизированы уже 90 % хозяйств. В Качановском районе 20 апреля 1950 года было объявлено о завершении коллективизации.
Несмотря на все усилия показатели коллективизации были во многом формальными. В коллективизированных хозяйствах зачастую инвентарь, тягловая сила и хозяйственные постройки находились у «колхозников», которым они принадлежали до коллективизации. Таким образом часто единоличники становились колхозниками только по названию. Формальное вступление в колхоз позволяло единоличникам меньше поставлять по фиксированным государственным ценам своей продукции (мяса, молока, кожевенного сырья и шерсти), чем единоличникам.
15 апреля 1950 года власти начали объединение (укрупнение) колхозов, несмотря на то, что постановление бюро Псковского обкома ВКП(б) об этом было вынесено 30 апреля 1950 года (а поступило на места лишь 22 мая того же года).

## «Лесные братья» западных районов Псковской области
После присоединения Прибалтики к СССР на территории Эстонии, Латвии и Литвы во второй половине 1940-х годов действовали многочисленные отряды «лесных братьев». Эти группировки уничтожали советских военнослужащих и тех местных активистов, кто перешел на сторону Советской власти, сопротивлялись начавшейся коллективизации. Частью этого движения были «лесные братья» недавно присоединенных к СССР западных районов Псковской области. В Качановском, Печорском и Пыталовском районах среди «лесных братьев» пребывали местные крестьяне, которые в большинстве своем вместо обработки земли последние несколько лет воевали. Активной вооруженной борьбе способствовал характер местности — обилие лесов и болот.
Вооруженные отряды западных районов Псковской области во второй половине 1940-х годов имели следующие особенности:
- В составе были мужчины в возрасте от 18 до 50 лет, причем среди них было много молодых людей;
- Участвовали женщины — родственницы «активных бандитов» (сестры, жены, дочери). Они были не только «бандпособниками», но и исполнительницами вооруженных акций;
- Многие отряды строились по родственному признаку;
- Многие отряды образовывались после того, как человек возвращался из Германии (или дезертировавший) в родную деревню или на хутор, откуда уходил в лес и «склонял к активной вооруженной борьбе и грабежам» своих родственников и знакомых;
- Некоторые нацотряды были оставлены немцами или перешли из соседних Латвии и Эстонии;
- Наличие значительного числа «бандпособников» из числа местного населения, которые помогали вооруженным восставшим, снабжали их членов и главарей информацией о передвижениях сотрудников советских правоохранительных органов, размещении войсковых соединений, деятельности местных жителей и активистов и о подвозе продуктов в советские магазины.

В приграничных с Псково-Печорским краем местностях Латвийской ССР развернулось движение лесных братьев. Летом — осенью 1944 года оно было ещё довольно слабым и с ним советские органы повели борьбу. Так в сентябре 1944 года советская контрразведка арестовала группу латышей, оставленных немцами в Абренском уезде для сбора разведывательных данных. В 1944 году эта борьба не была особенно ожесточенной. Так с июля по ноябрь 1944 года в результате чекистско-войсковых операций участники антисоветского движения потеряли убитыми 37 человек в Латвии и 14 человек в Эстонии. Согласно советским документам за 1944 год в результате «бандпроявлений» в Эстонии погибли 62 человека, а в Латвии — 24 человека. За 1944 год в соседней Литве от «бандпроявлений» погибли 582 человека.
Однако к лету 1945 года началась настоящая партизанская война. Уполномоченный ЦК КП(б) Латвии Я. Я. Димаш, побывавший летом 1945 года в Абренском уезде сообщал следующее:

На 5 июня положение в уезде характеризовалось следующими фактами: из 57 сельсоветов разгромлены и не работают 24 (несколько из них блокированы и связь с ними потеряна). Разгромлены и сожжены два волостных центра — Берзпильский и Тылженский. Первый из них был разгромлен до нашего приезда, второй — утром, 5 июня, после нашего доклада в этой волости. Сожжены 9 домов, убиты 4 наших работника и ранено 5. … По всему уезду идет истребление сельского актива. За одну только ночь со 2 на 3 июня было убито 11 активистов. С каждым днем убийства совершаются во все более наглых формах… Все чаще и чаще нападения на активистов совершаются днем. Все главные дороги, связывающие уездный центр, контролируются бандитами. Проверка документов на дорогах бандитами — обычное явление
О том, что именно Абренский уезд был одним из двух крупнейших центров антисоветского движения в Латвийской ССР весной 1945 года (не считая Курляндии) сообщал Иосифу Сталину 17 мая 1945 года председатель Бюро ЦК ВКП(б) по Латвии Николай Шаталин:

В Латвийской ССР враждебную нам работу проводят члены латышских буржуазно-националистических организаций, многие из которых одновременно являются агентами и пособниками немцев. Деятельность этих организаций в настоящее время выражается в выпуске отдельных антисоветских листовое, к также в форме бандитских проявлений так называемых «зеленых партизан». Эти «партизаны» объединены в небольшие группы, как правило, 3 — 15 человек, и только в нескольких случаях обнаружены группы в составе до 50 человек. Всего бандитских групп до настоящего времени выявлено до ста. Дислоцируются они преимущественно в восточных уездах республики и главным образом в Абренском и Мадонском
В соседней Эстонской ССР движение лесных братьев изначально было намного слабее, чем в Латвии. Это было связано с тем, что в руки советских спецслужб попали немецкие архивы при освобождении Эстонии, в которых содержалась информация об участниках националистического движения, их друзьях и родственниках. Это облегчило работу советских спецслужб, которые сразу после освобождения провели в Эстонии аресты. За период с июля по декабрь 1944 года советскими спецслужбами были арестованы в Эстонии 1378 человек, тогда как в Латвии за то же время арестовали только 992 человека. Аресты в Эстонии встретили меньшее сопротивление, чем в Латвии. За период с июля по декабрь 1944 года были убиты в ходе операций по арестам в Эстонии всего 5 советских представителей, тогда как в Латвии — 24 советских представителя. При арестах периода июля — декабря 1944 года были убиты в Латвии 37, а в Эстонии только 14 участников антисоветского движения.
К тому же значительная часть эстонского населения (в отличие от жителей Литвы и Латвии) бежала перед приходом советских войск в Швецию, где были созданы эмигрантские структуры. В итоге антисоветское движение в Эстонии раньше, чем в Латвии и Литве отказалось от активной вооруженной борьбы. Уже в мае 1945 года согласно отчету бюро ЦК ВКП(б) по Эстонии тактика эстонских лесных братьев была оборонительной:

… каких-либо активных выступлений не предпринимается, но каждый раз при обнаружении их в лесах и болотах они оказывают вооруженное сопротивление
В справке Псковского обкома ВКП(б) от 2 октября 1945 года указывалось, что бандитизм в трех районах появился в период земельной реформы:

В период проведения земельной реформы имелись факты запугивания и даже убийств. Так, в деревне Кавлани Товаровского с/совета Пыталовского района Осипов Николай сжег постройку своего брата только за то, что по реформе он должен был отдать брату 5 га земли. В Носовском с/совете того же района произошло убийство крестьянина, получившего прирез земли.

В этот же период возникли случаи бандитизма, особенно на территории Пыталовского и Качановского районов. Члены семей и родственники арестованных органами НКВД и НКГБ изменников Родины объединялись в группы, часть которых действует и до настоящего времени.
Самой известным отрядом восставших западных районов Псковской области был отряд П.В. Супе, называвшийся «Третьей дивизией Объединения защитников отечества партизан Латвии» («ОЗОПЛ»). В этом оряде в апреле 1945 года состояло до 700 человек. Отряд Супе занималась диверсиями в советском тылу. Сам П. В. Супе в 1930-х годов трудился агрономом в Абрене, поэтому хорошо знал Пыталовский район. После окончания немецкой разведшколы в Риге и Кенигсберге П. Супе забрасывался с самолёта для выполнения диверсий в советский тыл, после чего возвращался обратно. Супе был не единственным жителем Пыталовского района, которого немцы забрасывали в советский тыл. Вместе с Супе был заброшен бывший священник католического костела в Абрене Л. Штагарс. В мае 1945 года Супе («Цинитис») создал «Национальное объединение партизан Латвии», которое ставило своей целью создание «демократической Латвии». Отряды этого объединения регулярно нападали на сельсоветы, угоняли скот, расправлялись с партийно-советскими работниками и отдельными гражданами. С осени 1945 года Супе развернул агитацию против выборов в Верховный совет СССР. 1 апреля 1946 года Супе был убит. Однако борьба продолжилась. Преемником Супе стал Петр Букш (1909 года рождения, лишенный сана ксендз), который в мае 1946 года был избран руководителем «Национального объединения партизан Латвии». В августе 1946 года в Качановском районе были уничтожены остатки отряда Супе, Петр Букш погиб.
В 1946 году была разгромлена латышско-русский отряд Ирбе-Голубева, действовавшая на территории Качановского и Пыталовского района со второй половины 1945 года. Глава отряда Альберт Ирбе сдался советским властям, а Голубев был арестован.
За 1946 год также было в целом ликвидировано движение лесных братьев в соседней с Псково-Печорским краем Латвии. Так, в Латвии в 1946 году все крупные группировки лесных братьев были разгромлены, а их лидеры убиты или арестованы. В Эстонии же власти продолжили чистку территории от антисоветского движения. За 1946 год в Эстонии были «ликвидированы» (в основном легализованы) 2085 человек. Очень ослабили движение лесных братьев в Эстонии и Латвии проведенные советскими властями в 1945—1946 годах с санкции союзного руководства кампании по легализации, в ходе которых всем сложившим оружие лесным братьям гарантировалось прощение (в основном сдавались лица, уклонившиеся от призыва в армию).

## Подготовка депортации
Выселение произвести навечно в район Хабаровского края, распространить на них действие Указа Президиума Верховного Совета Союза ССР от 26 ноября 1948 года « Об уголовной ответственности за побеги с мест обязательного и постоянного переселения лиц, выселенных в отдаленные районы СССР в период Отечественной войны».
Постановлением Совета Министров Союза ССР № 4722 от 23 декабря 1948 г. МВД Союза ССР обязано направить в первом полугодии 1949 года в Хабаровский край для лесозаготовительных предприятий 6 000 выселенцев, из коих направлено лишь 2 728 человек.

С этой целью на содержание спецкомендатур за счет союзного бюджета выделяются средства по 5 руб. 50 коп. (суточные).
.
Из цитаты видно, что уже в мае 1949 года существовал проект Постановления о выселении из западных районов Псковской области, причем министр внутренних дел СССР предлагал выселенных отправить на лесозаготовки в Хабаровский край. Однако в 1949 году массового выселения из Псково-Печорского края не было.
Итоговое секретное постановление Совета Министров СССР № 5881-2201сс «О выселении с территории Пыталовского, Печорского и Качановского районов Псковской области кулаков с семьями, семей бандитов и националистов, находящихся на нелегальном положении, убитых при вооруженных столкновениях и осужденных, а также семей репрессированных пособников бандитов» датировано 29 декабря 1949 года.
В январе — мае 1950 года советские и правоохранительные органы уточняли списки лиц, подлежащих выселению, формировали местный актив и готовили технические средства.
Вместо Хабаровского края, предложенного С. Н. Кругловым в мае 1949 года, было решено отправить выселяемых в Красноярский край. На эту территорию в начале XX века в рамках столыпинского переселения имела место миграция сету с территории нынешнего Печорского района Псковской области. В начале XX века сету-переселенцы основали к востоку от Красноярска поселения Ново-Печоры, Хайдак и другие. В итоге в Красноярском крае образовалась значительная община сету. В 1927 году в Красноярском округе насчитывался 1891 сету.

## Ход депортации
Порядок депортации из западных районов Псковской области был регламентирован Приказом МВД СССР от 1 марта 1950 года № 00158 с пометой «строго секретно». В марте 1950 года в Псковскую область поступили директивы МВД СССР, которые уточнили этот приказ.
Порядок депортации был следующий:
- Вся территория районов, с которых шла депортация, была разбита на участки;
- В каждом участке создали специальную оперативную группу из сотрудников милиции, МГБ СССР, местного исполкома и партийно-хозяйственного актива;
- Из Эстонской, Латвийской ССР и Ленинграда прибыли курсанты школ милиции и войсковые подразделения для проведения депортации;
- Непосредственное руководство депортацией осуществляла специальная комиссия. состоявшая из представителей МВД-МГБ и партийно-советского руководства.
- 20 мая 1950 года заместитель Министра государственной безопасности СССР С. И. Огольцов издал приказ Министерства государственной безопасности СССР № 00300 о проведении специальной операции по непосредственному выселению указанных категорий. Ответственным за непосредственное исполнение был назначен начальник Управления Министерства государственной безопасности СССР по Псковской области А. М. Моисеев. Изначально должен был им быть Н. А. Алмазов, начальник Управления Министерства внутренних дел СССР по Псковской области. Однако в апреле 1950 года Алмазов был снят в связи с «Ленинградским делом». Поэтому вместо него операцию проводил Моисеев;
- Для координации действий правоохранительных органов в Псковскую область был командирован Я. А. Едунов, уполномоченный Министерства государственной безопасности СССР, заместитель начальника 2-го Главного управления Министерства государственной безопасности СССР.
- Депортация была проведена в мае — июне 1950 года.
- Согласно п. 5 Постановления Совета Министров СССР от 29 декабря 1949 года выселяемым разрешалось брать с собой только «лично им принадлежащие ценности, домашние вещи (одежду, посуду, мелкий сельскохозяйственный, ремесленный и домашний инвентарь) и запас продовольствия на каждую семью». Все остальное имущество (включая зерно, жилые и хозяйственные постройки) конфисковывалось и частично передавалось колхозам, частично шло в доход государства;
- Все выселяемые переселялись по железной дороге и водными путями в Красноярский край.

## Численность, размещение и освобождение депортированных
Было запланировано депортировать около 1563 человека. Фактически на спецпоселение из западных районов Псковской области поступили 1415 человек, то есть немного меньше.
Согласно Докладной записке начальника 9-го управления Министерства государственной безопасности СССР С. Ф. Кожевникова, составленной не ранее 15 апреля 1951 года, в СССР было расселено всего 411 спецпоселенцев из Псковской области (в том числе 223 ребёнка в возрасте до 16 лет). По состоянию на 1 января 1952 года согласно Справке того же 9-го управления Министерства государственной безопасности СССР, на учёте состояли 1162 спецпоселенца, выселенных в 1950 году из Псковской области.
По состоянию на 1 января 1953 года на учёте состояли в качестве спецпоселенцев 1356 человек, депортированных в 1950 году из Псковской области, из которых 1351 человек был в наличии, а 5 оставшихся были арестованы. По состоянию на 1 января 1953 года 950 спецпоселенцев (70,3 % от их общего количества) из западных районов Псковской области находились в лагерях и на спецстройках МВД СССР. За последующие полгода численность спецпоселенцев из Псковской области почти не изменилась. На 1 июля 1953 года на учёте состояли 1377 спецпоселенцев, выселенных в 1950 году из Псковской области, из которых 341 человек был в возрасте до 16 лет.
Постановление Совета Министров СССР от 5 июля 1954 года № 1439-649с, снимавшее с учёта детей спецпоселенцев, содержало оговорку, что оно не распространяется на лиц, выселенных из Псковской области (как и на выселенных из Прибалтики, Западной Украины и Западной Белоруссии). Поэтому выход этого Постановления не повлиял на численность спецпоселенцев из западных районов Псковской области. Кроме того, это постановление разрешило тем спецпоселенцам, на которых оно распространялось, свободно проживать в пределах их края, области, республики, а также выезжать в командировки за пределы их региона. Таким образом выселенные в 1950 году из западных районов Псковской области вместе с некоторыми другими категориями спецпоселенцев, выселенных в военные и послевоенные годы, оказались в ущемленном правовом положении по сравнению с рядом контингентов спецпоселенцев.
На 1 января 1955 года на учёте состояли 1011 спецпоселенцев, выселенных в 1950 году из Псковской области.
В 1955—1956 годах почти все спецпоселенцы были освобождены. На 1 января 1957 года на учёте в местах поселений состояли 314 человек, выселенных в 1950 году из трех западных районов Псковской области. Массовое освобождение было связано с тем, что в 1955—1957 годах был принят ряд нормативных актов, которые снимали с учёта целые категории спецпоселенцев и существенно сократили общую численность этой категория населения в СССР.
Так, в 1955—1957 годах были сняты с учёта следующие категории советских спецпоселенцев(в скобках указано правовое основание для снятия с учёта):
- члены КПСС, кандидаты в члены КПСС, а также члены их семей (Постановление Президиума ЦК КПСС от 9 мая 1955 года).
- участники Великой Отечественной войны и лица, награжденные орденами и медалями СССР (Постановление Совета министров СССР от 24 ноября 1955 года);
- женщины, вступившие в брак с местными жителями, не являющимися спецпоселенцами (Постановление Совета министров СССР от 24 ноября 1955 года);
- одинокие инвалиды и лица, страдающие неизлечимым недугом (Постановление Совета министров СССР от 24 ноября 1955 года);
- члены семей погибших на фронтах Великой Отечественной войны (Постановление Совета министров СССР от 24 ноября 1955 года);
- преподаватели учебных заведений (Постановление Совета министров СССР от 24 ноября 1955 года);
- пересмотр решений о выселении в индивидуальном порядке органами суда, прокуратуры и МВД, а также советскими органами.

За 1958 год численность спецпоселенцев из числа лиц, выселенных в 1950 году из западных районов Псковской области, сократилась почти в два раза. Динамика численности таких спецпоселенцев была следующей: на 1 января 1958 года — 159 человек, на 1 сентября 1958 года — 96 человек. На 1 января 1959 года на учёте оставался 91 спецпоселенец, высланный в 1950 году из Псковской области.
Правовые ограничения с членов семей спецпоселенцев из западных районов Псковской области были сняты только в 1960 году — одновременно с представителями той же категории высланных из Эстонии, Латвии и Литвы. 7 января 1960 года датирован указ Президиума Верховного совета СССР «О снятии ограничений с некоторых категорий спецпоселенцев», который предписывал «снять ограничения по спецпоселению и освободить из-под административного надзора органов МВД» с «членов семей руководителей и участников националистического подполья и вооруженных националистических банд, выселенных из западных областей Украины, из Литовской, Латвийской, Эстонской союзных республик и Псковской области». Указ разрешал выселенным вернуться в места их прежнего проживания (с согласия исполнительного комитета Псковского областного совета депутатов), а также устанавливал, что конфискованное при выселении имущество не будет возвращено.

## Последствия депортации
Параллельно с депортацией в западных районах были формально завершены коллективизация, укрупнение колхозов и ликвидация хуторов. Ко 2 июня 1950 года 47 колхозов западных районов объединили в 20 колхозов. Одновременно советские органы вели кампанию по ликвидации хуторской системы. В мае 1950 года бюро Псковского обкома ВКП (б) приняло постановление, которое предусматривало вовлечение всех единоличников в колхозы в срок до 20 июня того же года.
Фактически ликвидировать хуторскую систему в западных районах на практике не удалось. Доходность уцелевших единоличных хозяйств после депортации резко снизилась, но многие хутора уцелели. В 1951 году средняя доходность одного единоличного хозяйства в западных районах составляла 4283 рубля. Большинство хуторов существовали в западных районах до кампании по ликвидации «неперспективных деревень», а многие сохранились и позднее.